# رنگینک سرسرخ
رنگینک سرسرخ (نام علمی: Pipra rubrocapilla) نام یک گونه از سرده رنگینک است.